# プリンセスアワー
『プリンセスアワー』は、テレビアニメ（UHFアニメ）の放送枠の名称である。2004年10月から2005年1月まで、プリンセスソフトの恋愛アドベンチャーゲームを原作とする15分アニメ『W〜ウィッシュ〜』『Φなる・あぷろーち』を毎週2本立てで放送した（日付は放送局により異なる）。
2007年9月より、2番組ともGyaOにてストリーミング配信が個別に行われている（2話連続で、毎週火曜更新）。

## サイコロシステム
番組の冒頭で、プリンセスソフトのイメージキャラクターでもあるレイナとマリーが、サイコロを振って『W〜ウィッシュ〜』『Φなる・あぷろーち』のどちらを先に放送するか決める趣向になっている。これは両作品のファン層が分かれることによりどちらか片方しか観なくなる事を防ぐための手段として考え出された。
サイコロには2タイトルそれぞれのメインヒロイン（『Φなる・あぷろーち』は益田西守歌、『W～ウィッシュ～』は遠野泉奈）の顔が書かれている。各回の順番は、以下の通りである。
- 「W→Φ」 - 第1、4、6、7、11、13話
- 「Φ→W」 - 第2、3、5、8、9、10、12話

なお、決定前の転がっているサイコロをよく見ると泉奈の顔のみが描かれており、初回放送では『W〜ウィッシュ〜』から先に流すことが既に決まっていたようである。
提供場面などを担当するキャラクターは、マリーとレイナの2人になっている。

## 登場キャラクター
プリンセス・マリー（Princess Marie）
声：野川さくら
レイナの双子。素直で泣き虫なおとなしめの天然少女。少々タレ目気味。プリンを作るのが好きで、食べるのも好き。口癖は「〜ですぅ」。サイコロの『Φなる・あぷろーち』を担当（決定すると、レイナが画面端で小さくなり、彼女が大きく前に出る）。声を担当するのは、益田西守歌役の野川さくら。
プリンセス・レイナ（Princess Reina）
声：新谷良子
マリーの双子。わがままで意地っ張りなツンデレっぽい少女。ツリ目の持ち主。実は寂しがり屋。頭も良い。プリンを食べるのが好き。口癖は「〜ですの」。サイコロの『W〜ウィッシュ〜』を担当（決定すると、前述とは逆にマリーが画面端で小さくなり、彼女が前面に出る）。声を担当するのは、井ノ原春陽役の新谷良子。
ぷっち（愛称：ぷっちん）
二人にくっつく犬のようなぬいぐるみキャラ。モチーフはプリン。二足歩行。もんちと共にプリンセスソフトの宣伝を担当している（ロゴマークに登場）。
もんち（愛称：もんちゃん）
二人にくっつく犬のようなぬいぐるみキャラ。モチーフはプリン。二足歩行。ぷっちと違い、こちらは目を閉じている。ぷっちと共にプリンセスソフトの宣伝を担当している（ロゴマークに登場）。

## 主題歌
プリンセスソフト社歌'03が使われている。
SWEET!!
作詞・作曲 - tororo、編曲 - Angel Note、歌 - 野川さくら・新谷良子

## 放送局
| 放送地域 | 放送局             | 放送期間 | 放送日時                                           |
| -------- | ------------------ | --- | -------------------------------------------------- |
| 神奈川県 | テレビ神奈川       | 2004年10月2日 - 12月25日 | 毎週土曜 25:30 - 26:00                             |
| 兵庫県   | サンテレビ         | 2004年10月5日 - 12月27日 | 毎週火曜 24:40 - 25:10                             |
| 千葉県   | 千葉テレビ         | 2004年10月5日 - 12月27日 | 毎週火曜 26:00 - 26:30                             |
| 埼玉県   | テレビ埼玉         | 2004年10月6日 - 12月28日 | 毎週水曜 25:00 - 25:30                             |
| 京都府   | KBS京都            | 2004年10月6日 - 12月28日 | 毎週水曜 25:55 - 26:25                             |
| 日本全域 | キッズステーション | 2004年10月7日 - 2005年1月6日 | 毎週木曜 24:30 - 25:00                             |
| 愛知県   | テレビ愛知         | 2004年10月7日 - 12月30日 | 毎週木曜 25:58 - 26:28                             |
| 日本全域 | GyaO               | 2007年8月28日 - 10月9日（Φ/W2話ずつ） 2008年3月20日 - 4月24日 2008年3月20日 - 4月3日（Φ4話ずつ） 2008年4月10日 - 4月24日（W4話ずつ） 2008年6月15日 - 6月29日（Φ4話ずつ） | 毎週火曜 12:00 - 毎週木曜 12:00 - 毎週日曜 12:00 - |